# Un inviato molto speciale
Un inviato molto speciale è una serie televisiva italiana del 1992 diretta da Vittorio De Sisti e andata in onda dal 15 settembre al 27 ottobre 1992 su Raidue.
La serie ruota attorno alle peripezie dell'inviato Rai Damiano Tarantella, interpretato dall'attore Lino Banfi. La sigla di apertura e chiusura è Un inviato molto speciale cantata dallo stesso protagonista Lino Banfi.

## Trama
Damiano Tarantella è un giornalista di mezza età che lavora nella sede Rai di Bari, per caso è l'inviato da Bari del programma 90º minuto per la partita Bari-Juventus, dove però non si rivela all'altezza del ruolo in quanto esce il tifoso che è in lui. Ma questo lo rende famoso e viene chiamato dalla sede di Roma dove, pur combinando diversi guai, viene assunto. Ogni servizio, anche il più semplice affidatogli, diventa pieno di peripezie e casini, da dove comunque riesce sempre ad uscirne più o meno bene.

## Produzione
La serie è ambientata a Bari e Roma e si sposta anche in Africa nel penultimo episodio. Vede come interpreti principali Lino Banfi, Massimo Bellinzoni, Paolo Maria Scalondro, Augusto Zucchi, Cinzia Leone e Paolo De Vita. Composta da 8 episodi da circa 90 minuti ciascuno, è andata in onda in prima visione su Rai 2 dal 15 settembre 1992 al 27 ottobre 1992.
La serie vede anche la partecipazione di Pippo Baudo, Renzo Arbore, Giancarlo Magalli, Aldo Biscardi, Fabrizio Maffei, Enza Sampò, Gigi Marzullo, Nadia Bengala e Maria Teresa Ruta nel ruolo di loro stessi.

## Episodi
| Nº | Titolo                   | Prima TV Italia   |
| -- | ------------------------ | ----------------- |
| 1  | Novantottesimo minuto    | 15 settembre 1992 |
| 2  | Voglia di TG             | 22 settembre 1992 |
| 3  | Se lo dice Giuditta      | 29 settembre 1992 |
| 4  | La gemella Tarantella    | 6 ottobre 1992    |
| 5  | Poliziotto per un giorno | 13 ottobre 1992   |
| 6  | Rock Tarantella          | 20 ottobre 1992   |
| 7  | Mal d'Africa             | 27 ottobre 1992   |
| 8  | Quando c'è la salute     | 27 ottobre 1992   |